# David Greene (réalisateur)
Pour les articles homonymes, voir David Greene.
David Greene est un réalisateur, scénariste, producteur et acteur britannique, né le 22 février 1921 à Manchester, Angleterre et mort le 7 avril 2003 à Ojai, Californie, États-Unis.

## Filmographie

### Comme réalisateur

#### Au cinéma
- 1967 : La Malédiction des Whateley (The Shuttered Room)
- 1968 : Les Filles du code secret (Sebastian)
- 1968 : Chantage à la drogue (The Strange Affair)
- 1969 : I Start Counting (en)
- 1970 : The People Next Door (en)
- 1972 : L'Empire de madame Sin
- 1973 : Godspell (Godspell: A Musical Based on the Gospel According to St. Matthew)
- 1978 : Sauvez le Neptune (Gray Lady Down)

#### À la télévision
- 1953 : Ford Television Theatre (série télévisée, 2 épisodes Ebb Tide cet Othello)
- 1955 : Scope (série télévisée, 1 épisode Hamlet)
- 1955 : Folio (série télévisée, 1 épisode Macbeth) réalisation et production
- 1957 : Studio One (série télévisée, 1 épisode The Dark Intruder)
- 1957 : Twelfth Night (téléfilm)
- 1958 : Suspicion (série télévisée, 2 épisodes)
- 1958 : Goodyear Theatre (série télévisée, 1 épisode The Chain and the River)
- 1958 : Pursuit (série télévisée, 3 épisodes)
- 1959 : Playhouse 90 (série télévisée, 1 épisode Diary of a Nurse)
- 1960 : Five Fingers (série télévisée, 1 épisode A Shot in the Dark)
- 1960 : General Electric Theater (série télévisée, 1 épisode The Web of Guilt)
- 1960 : Armchair Mystery Theatre (série télévisée, 1 épisode The Case of Paul Danek)
- 1960 : Shirley Temple's Storybook (en) (série télévisée, 1 épisode The Prince and the Pauper)
- 1959-1960 : Armchair Theatre (série télévisée, 2 épisodes)
- 1962 : La Quatrième Dimension (The Twilight Zone) (série télévisée, 1 épisode A Piano in the House)
- 1961-1962 : Sir Francis Drake (série télévisée, 7 épisodes)
- 1962 : Man of the World (série télévisée, 2 épisodes)
- 1962 : Le Saint (The Saint) (série télévisée, 1 épisode The Pearls of Peace)
- 1963-1964 : Espionage (série télévisée, 5 épisodes)
- 1962-1965 : The Nurses (série télévisée, 7 épisodes)
- 1962-1965 : Les Accusés (The Defenders) (série télévisée, 12 épisodes)
- 1963-1964 : Drama 61-67 (série télévisée, 2 épisodes)
- 1965 : For the People (série télévisée, 1 épisode ...To Prosecute All Crimes...)
- 1966 : Shane (série télévisée, 2 épisodes)
- 1967 : Coronet Blue (série télévisée, 5 épisodes)
- 1968 : CBS Playhouse (série télévisée, 1 épisode The People Next Door)
- 1971 : Amicalement vôtre (The Persuaders!) (série télévisée, 1 épisode Greensleeves)
- 1975 : Le Comte de Monte-Cristo (The Count of Monte-Cristo) (téléfilm)
- 1975 : Ellery Queen (téléfilm)
- 1975 : Ellery Queen, à plume et à sang (Ellery Queen) (série télévisée, 1 épisode The Adventure of Auld Lang Syne)
- 1976 : London Conspiracy (téléfilm)
- 1976 : Le Riche et le Pauvre (Rich Man, Poor Man) (série télévisée, 4 épisodes)
- 1977 : Racines (Roots) (série télévisée)
- 1977 : Lucan (téléfilm)
- 1977 : The Trial of Lee Harvey Oswald (en) (téléfilm)
- 1979 : Mort au combat (Friendly Fire) (téléfilm)
- 1979 : A Vacation in Hell (téléfilm)
- 1981 : The Choice (téléfilm)
- 1981 : Hard Country (téléfilm) : réalisateur et producteur
- 1982 : La Troisième Guerre mondiale (World War III) (téléfilm)
- 1982 : Répétition pour un meurtre (Rehearsal for Murder) (téléfilm)
- 1982 : Tentez votre chance (Take Your Best Shot) (téléfilm)
- 1983 : Ghost Dancing (téléfilm)
- 1983 : Prototype Humain (Prototype) (téléfilm)
- 1984 : Le Dernier Rempart (The Guardian) (téléfilm)
- 1984 : Sweet Revenge (téléfilm) : réalisateur et producteur exécutif
- 1984 : Fatal Vision (téléfilm)
- 1985 : Cas de conscience (Guilty Conscience) (téléfilm)
- 1985 : Murder Among Friends (téléfilm)
- 1985 : Cet enfant est le mien (This Child Is Mine) (téléfilm)
- 1986 : Un long chemin (Miles to Go...) (téléfilm)
- 1986 : Triplecross (téléfilm)
- 1986 : Ma femme a disparu (Vanishing Act) (téléfilm)
- 1986 : Circle of Violence: A Family Drama (téléfilm) : réalisation et production
- 1987 : Betty Ford, femme de président (The Betty Ford Story) (téléfilm)
- 1987 : Rendez-moi mes enfants (After the Promise) (téléfilm)
- 1988 : Tu récolteras la tempête (en) (Inherit the Wind) (téléfilm)
- 1988 : Liberace: Behind the Music (téléfilm)
- 1989 : On a tué mes enfants (Small Sacrifices) (téléfilm)
- 1989 : Chute libre (The Penthouse) (téléfilm) : réalisateur et producteur exécutif
- 1989 : Red Earth, White Earth (téléfilm)
- 1990 : In the Best Interest of the Child (téléfilm)
- 1991 : Qu'est-il arrivé aux sœurs Hudson ? (ou Sœurs de sang, What Ever Happened to Baby Jane?) (téléfilm)
- 1991 : Le Missionnaire du mal (Night of the Hunter) (téléfilm)
- 1991 : ...And Then She Was Gone (téléfilm)
- 1992 : Honor Thy Mother (téléfilm)
- 1992 : Extrême Jalousie (Willing to Kill: The Texas Cheerleader Story) (téléfilm)
- 1994 : Le Prix de la tyrannie (Beyond Obsession) (téléfilm)
- 1994 : Frostfire (téléfilm)
- 1994 : Une famille à l'épreuve (Spoils of War, titre québécois La Guerre du silence) (téléfilm)
- 1995 : La Croisée des destins (Children of the Dust) (téléfilm)
- 1996 : Princess in Love (téléfilm)
- 1996 : Au cœur du scandale (A Season in Purgatory) (téléfilm)
- 1997 : Les Charmes de la vengeance (Bella Mafia) (téléfilm)
- 1997 : Le justicier braque la mafia (Breach of Faith: Family of Cops II, titre québécois Family of Cops II) (téléfilm)
- 1998 : Au bout de l'amour (The Girl Next Door, titre québécois Meurtrière par amour) (téléfilm)

### Comme producteur
- 1969 : I Start Counting
- 1977 : Lucan (téléfilm)
- 1979 : A Vacation in Hell (téléfilm)
- 1981 : The Choice (téléfilm)
- 1981 : Hard Country
- 1984 : The Act (téléfilm)
- 1985 : A Marriage
- 1985 : Sudden Death
- 1987 : Opération survie (The Survivalist)

### Comme scénariste
- 1953 : The Vigil (adaptation)
- 1953 : Ford Television Theatre (série télévisée, 1 épisode Othello) (adaptation)
- 1962 : Sir Francis Drake (série télévisée, 3 épisodes Escape, Mission to Paris, et The Doughty Plot)
- 1963-1964 : Espionage (série télévisée, 2 épisodes To the Very End, 1963, et Medal for a Turned Coat, 1964)
- 1972 : Madame Sin
- 1973 : Godspell: A Musical Based on the Gospel According to St. Matthew

### Comme acteur
- 1948 : Heures d'angoisse (The Small Voice) de Fergus McDonell : Jim
- 1948 : Daughter of Darkness de Lance Comfort : David Price
- 1949 : La Madone d'or (La madonnina d'oro) de Ladislas Vajda : Johnny Lester
- 1950 : Le Cheval de bois (The Wooden Horse, titre belge L'épopée du cheval de bois) de Jack Lee : Bennett
- 1951 : The Dark Light de Vernon Sewell : Johnny
- 1952 : Goodyear Television Playhouse (en) (série télévisée, 1 épisode The Medea Cup de Delbert Mann)